# UFC on Fox: Holm vs. Shevchenko
UFC on Fox: Holm vs. Shevchenko è stato un evento di arti marziali miste tenuto dalla Ultimate Fighting Championship svolto il 23 luglio 2016 all'United Center di Chicago, Stati Uniti.

## Retroscena
Nel main event della card si affrontarono nella categoria dei pesi paglia femminili, l'ex campionessa di pugilato Holly Holm e la multi campionessa di Muay Thai Valentina Shevchenko.
L'incontro tra Anthony Johnson e Glover Teixeira doveva tenersi come co-main event della card. Tuttavia, Johnson venne rimosso dal match il 18 giugno a causa di problemi personali. La UFC decise quindi di rimuovere anche Teixeira per poter riorganizzare l'incontro quattro settimane più tardi per l'evento UFC 202.
Ryan LaFlare avrebbe dovuto affrontare Alexander Yakovlev. Tuttavia, LaFlare dovette rinunciare al match nei primi giorni di giugno per infortunio; venne sostituito da Kamaru Usman.
Tony Martin doveva vedersela con Michel Prazeres, ma il 6 luglio subì un infortunio al collo e venne rimpiazzato da J.C. Cottrell.
George Sullivan avrebbe dovuto affrontare Hector Urbina, ma venne rimosso dall'evento a causa di alcuni problemi avuti con le leggi anti-doping della UFC, affermando quindi il falso su alcune informazioni date alla USADA.

## Risultati
|                                   | Divisione             |                       |                       |                       | Metodo                                      | Round                 | Tempo                 | Premio                |
| Card Principale (Fox)             | Card Principale (Fox) | Card Principale (Fox) | Card Principale (Fox) | Card Principale (Fox) | Card Principale (Fox)                       | Card Principale (Fox) | Card Principale (Fox) | Card Principale (Fox) |
| --------------------------------- | --------------------- | --------------------- | --------------------- | --------------------- | ------------------------------------------- | --------------------- | --------------------- | --------------------- |
|                                   | Pesi Gallo (F)        | Valentina Shevchenko  | batte                 | Holly Holm            | Decisione unanime (49-46, 49-46, 49-46)     | 5                     | 5:00                  |                       |
|                                   | Pesi Leggeri          | Edson Barboza         | batte                 | Gilbert Melendez      | Decisione unanime (30-27, 30-27, 29-28)     | 3                     | 5:00                  |                       |
|                                   | Pesi Massimi          | Francis Ngannou       | batte                 | Bojan Mihajlović      | KO Tecnico (pugni)                          | 1                     | 1:34                  |                       |
|                                   | Pesi Paglia (F)       | Felice Herrig         | batte                 | Kailin Curran         | Sottomissione (rear-naked choke)            | 1                     | 1:59                  | POTN                  |
| Card Preliminare (Fox)            |                       |                       |                       |                       |                                             |                       |                       |                       |
|                                   | Pesi Gallo            | Eddie Wineland        | batte                 | Frankie Saenz         | KO Tecnico (pugni)                          | 3                     | 1:54                  | POTN                  |
|                                   | Pesi Piuma            | Darren Elkins         | batte                 | Godofredo Pepey       | Decisione unanime (29-27, 29-27, 30-26)     | 3                     | 5:00                  |                       |
|                                   | Pesi Welter           | Kamaru Usman          | batte                 | Alexander Yakovlev    | Decisione unanime (30-25, 30-25, 30-25)     | 3                     | 5:00                  |                       |
|                                   | Pesi Leggeri          | Michel Prazeres       | batte                 | J.C. Cottrell         | Decisione unanime (30-26, 30-27, 30-27)     | 3                     | 5:00                  |                       |
| Card Preliminare (UFC Fight Pass) |                       |                       |                       |                       |                                             |                       |                       |                       |
|                                   | Pesi Welter           | Alex Oliveira         | batte                 | James Moontasri       | Decisione unanime (30-26, 30-26, 30-25)     | 3                     | 5:00                  |                       |
|                                   | Pesi Piuma            | Jason Knight          | batte                 | Jim Alers             | Decisione non unanime (29-28, 28-29, 29-28) | 3                     | 5:00                  | FOTN                  |
|                                   | Pesi Massimi          | Luis Henrique         | batte                 | Dmitry Smolyakov      | Sottomissione (rear-naked choke)            | 2                     | 3:58                  |                       |

## Premi
I lottatori premiati ricevettero un bonus di 50.000 dollari.
Legenda:
- FOTN: Fight of the Night (vengono premiati entrambi gli atleti per il miglior incontro dell'evento)
- POTN: Performance of the Night (viene premiato il vincitore per la migliore performance dell'evento)

## Incontri Annullati
|  | Divisione         |                 |        |                    | Motivo                                          |
|  | ----------------- | --------------- | ------ | ------------------ | ----------------------------------------------- |
|  | Pesi Mediomassimi | Anthony Johnson | contro | Glover Teixeira    | Johnson venne rimosso dalla card                |
|  | Pesi Welter       | Ryan LaFlare    | contro | Alexander Yakovlev | LaFlare subì un infortunio                      |
|  | Pesi Leggeri      | Tony Martin     | contro | Michel Prazeres    | Martin subì un infortunio                       |
|  | Pesi Welter       | George Sullivan | contro | Hector Urbina      | Sullivan ebbe problemi con le leggi anti-doping |